# 先诺欣
先诺欣（先诺特韦片/利托那韦片组合包装，先诺特韦研究项目名SIM0417（SSD8432））是一款由先声药业与中国科学院上海药物研究所、武汉病毒研究所联合研发的口服3CL靶点抗新冠病毒药物，用于治疗轻中度COVID-19的成年患者。
其中先诺特韦负责抑制SARS-CoV-2复制必须的3CL蛋白酶，且其具有较好的血腦屏障穿透能力，提示其可在人体上实现更好的脑部损伤保护作用；利托那韋负责抑制CYP3A介导的先诺特韦代谢，从而升高先诺特韦血药浓度；先诺欣的Ⅱ/Ⅲ期临床研究结果显示，在接受完整的5天疗程治疗后其与安慰剂组相比，可将病毒载量下降超96%，病程可缩短约35.05小时，其中重症高风险人群亚组显著缩短约60.95小时，核酸转阴时间缩短2.2天。先声药业表示可在新冠治疗“黄金72小时”内尽快使用先诺欣，以缩短病程、减轻症状并降低危重症风险。
其药品规格为先诺特韦片0.375g/利托那韋片0.1g，药品包装为每盒内含5板，每板含先诺特韦片（粉红色）4片和利托那韦片（白色）2片，在中国的每盒/疗程价格为479元人民币。截至2024年7月，先诺欣已覆盖中国3,500多家医疗机构，累计帮助约90万患者。

## 历史
先诺特韦的主要发明者之一为蒋华良院士。2021年11月17日，中国科学院上海药物研究所、武汉病毒研究所与先声药业订立技术转让合同，先声药业获得先诺特韦在全球开发、生产及商业化的独家权利。
2022年3月28日及5月13日，先诺欣分别获中国药监局签发的2项药物临床试验批准通知书，分别用于轻中度COVID-19感染者治疗，及曾暴露于SARS-CoV-2检测阳性感染者的密接人群的暴露后预防治疗。同年4月，先诺欣的Ⅰ期临床研究由山东大学临床药理研究所所长、山东省千佛山医院药物临床研究中心主任赵维教授负责，该研究在健康受试者中进行，旨在评估先诺特韦的安全性和药物代谢动力学特征，从而提出初步的、安全有效的给药方案。先诺欣的Ⅲ期注册临床研究由中国医学科学院、中国国家呼吸医学中心王辰院士，复旦大学附属中山医院樊嘉院士，中日友好医院曹彬教授，复旦大学附属中山医院感染病科主任胡必杰教授牵头完成，该临床分析结果表示，先诺欣抗病毒效果显著，用药后病毒载量快速大幅下降，可加快症状恢复、缩短病程，药物安全耐受性良好。
该药品于2023年1月28日经中国国家药品监督管理局附条件批准上市，于同年12月被纳入中国国家医保药品目录，后于2024年7月8日通过中国药监局审评审批，从附条件批准转为常规批准，用于治疗轻中度COVID-19的成年患者。